# Дієго Гарсія
Дієго Гарсія Каррера (ісп. Diego García Carrera; нар. 19 січня 1996) — іспанський легкоатлет, який спеціалізується в спортивній ходьбі.

## Спортивні досягнення
Переможець серії змагань «IAAF Race Walking Challenge» сезону-2018.
Срібний (2018) та бронзовий (2022) призер чемпіонатів Європи у ходьбі на 20 км.
Багаторазовий переможець та призер кубків та командних чемпіонатів Європи з ходьби.
Призер чемпіонатів світу серед юніорів (2014) та юнаків (2013) у ходьбі на 10000 м.
Чемпіон Європи серед молоді у ходьбі на 20 км (2017) та серед юніорів у ходьбі на 10000 м (2015).